# Hindouisme au Pakistan
L’hindouisme au Pakistan représente la deuxième religion après l'islam et donc la première minorité religieuse devant le christianisme. Il représenterait, selon le recensement national de 2023, environ 2,2 % de la population soit 5,2 millions d'individus. Ils vivent essentiellement dans la province méridionale du Sind, où ils représentaient 8,8 % de la population.
La plupart des hindous ont quitté le Pakistan peu après sa fondation lors de la sanglante partition des Indes en 1947. Les hindous pakistanais souffrent, à l'instar des autres minorités religieuses du pays, de fortes discriminations et de violences régulières. Ils estiment également être sous-évalués dans les différentes études officielles.       

## Histoire

### Origines

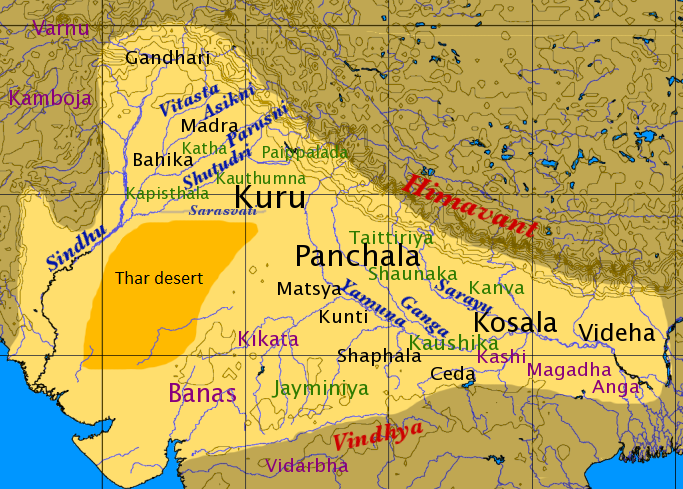
Région de l'Inde concernée par la période Védique

L'histoire de l'hindouisme a de nombreuses ramifications dans des régions qui se sont retrouvées plus tard au Pakistan. La région de l'Inde où le védisme trouve ses origines, aux alentours de 1500 av J.-C., se trouve aujourd'hui en grande partie au Pakistan. Le royaume antique de Gandhara, qui a connu l'émergence de l'hindouisme, se trouvait sur des terres aujourd'hui situées au Pakistan et a vu une partie de la littérature mythologique hindouiste s'y développer, comme le Mahabharata ou le Ramayana. Le Rig-Véda, l'un des quatre grands textes canoniques (Śruti) de l'hindouisme est originaire de la région du Pendjab, dont les deux-tiers constitueront plus tard la province pakistanaise du Pendjab.
Le Pakistan compte ainsi une partie de l'héritage hindouiste, notamment des temples situés dans toutes les provinces du pays. Les hindous cessent d'être majoritaires dans les régions constituants plus tard le Pakistan après les conquêtes musulmanes des Indes qui voient l'avènement du sultanat de Delhi au XIIIe siècle puis de l'Empire moghol au XVIe siècle.

### Indépendance

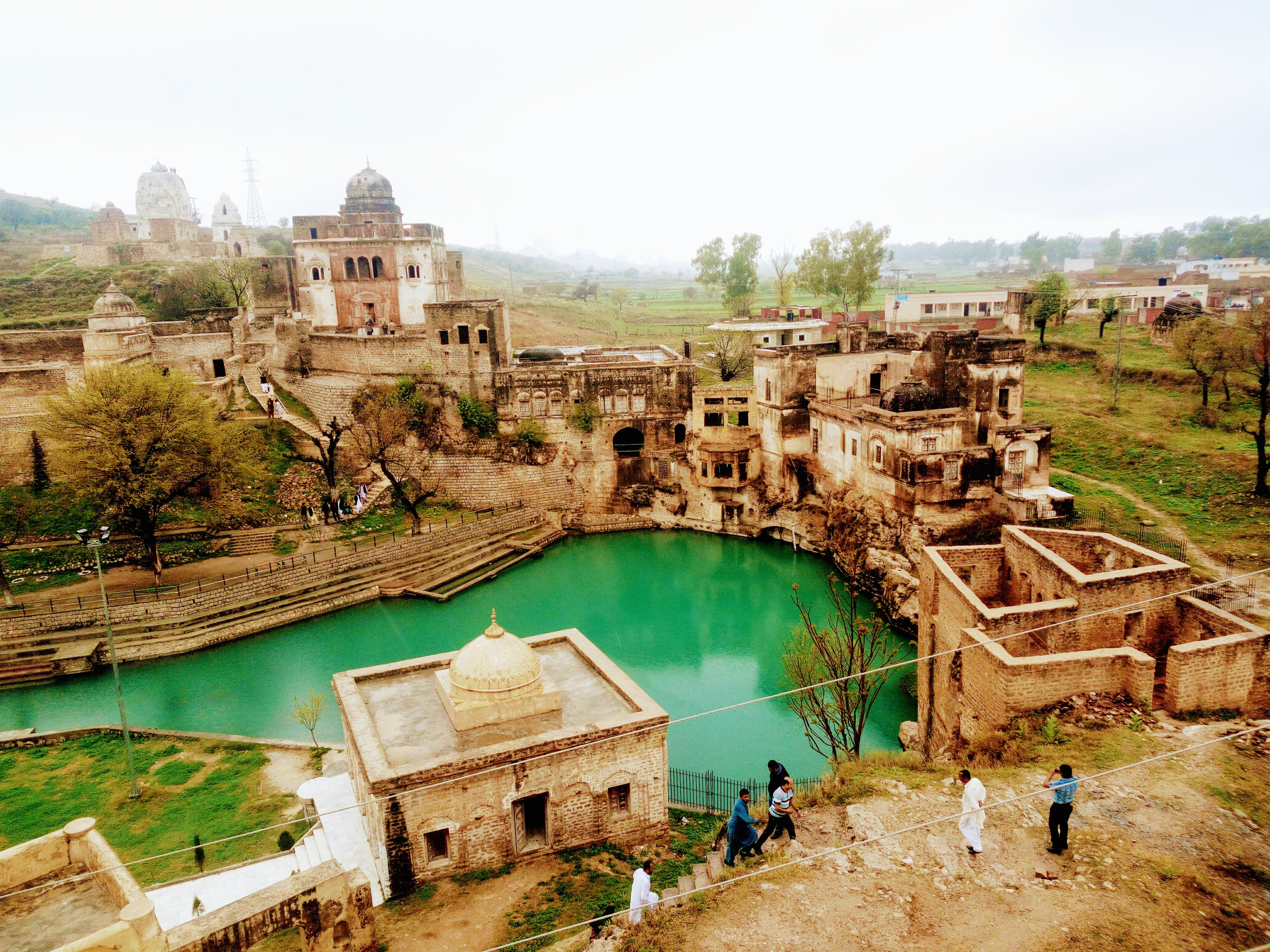
Temples Katas Raj près de Choa Saidanshah.

Durant la première moitié du XXe siècle, alors que le sous-continent indien est sous colonisation britannique, les partisans de l'indépendance vont progressivement se diviser sur des bases religieuses. Alors que les meneurs les plus puissants, ceux du Congrès national indien, revendiquent une certaine laïcité, bien qu'ils soient majoritairement hindous, d'autres formations émergent sur des bases religieuses. Des nationalistes hindous se réunissent autour du Hindu Mahasabha et surtout la Ligue musulmane va progressivement réunir des musulmans indiens, notamment dans les régions où ils sont majoritaires. Alors que les négociations politiques sont dans l'impasse, les violences religieuses vont se multiplier en Inde, jusqu'à leur paroxysme durant la partition des Indes en 1947 avec entre un et deux millions de morts.
En 1947, les hindous représentaient près de 24 % de la population du Pakistan alors tout juste fondé, en prenant en compte l'actuel Bangladesh, qui était alors une province du Pakistan dénommée Bengale oriental. Les indépendances de l'Inde et du Pakistan avec la partition du sous-continent vont entrainer des massacres à grande échelle et des déplacements de population des croyants s'étant retrouvés dans le « mauvais » pays. Sans prendre en compte le Bengale oriental cette fois, près de 4,7 millions de personnes fuient l'actuel Pakistan, en grande majorité des hindous, les autres étant des sikhs. Cela représente alors plus de 10 % de la population de cette partie du pays, alors que les hindous étaient près de 14 % en 1941. Dans le même temps, près de 6,5 millions de musulmans rejoignent le Pakistan. Les déplacements les plus impressionnants ont lieu au Pendjab, qui est séparé en deux par la partition. Le Bengale connait aussi violences et déplacements massifs de population alors que de manière analogue au Pendjab, il est divisé en deux sur des bases religieuses. Dans le même temps, les déplacements et violences contre les hindous sont bien moins importants dans le Sind, mais les violences de 1948 accentuent les départs dans cette province.

### Déclin et persécutions

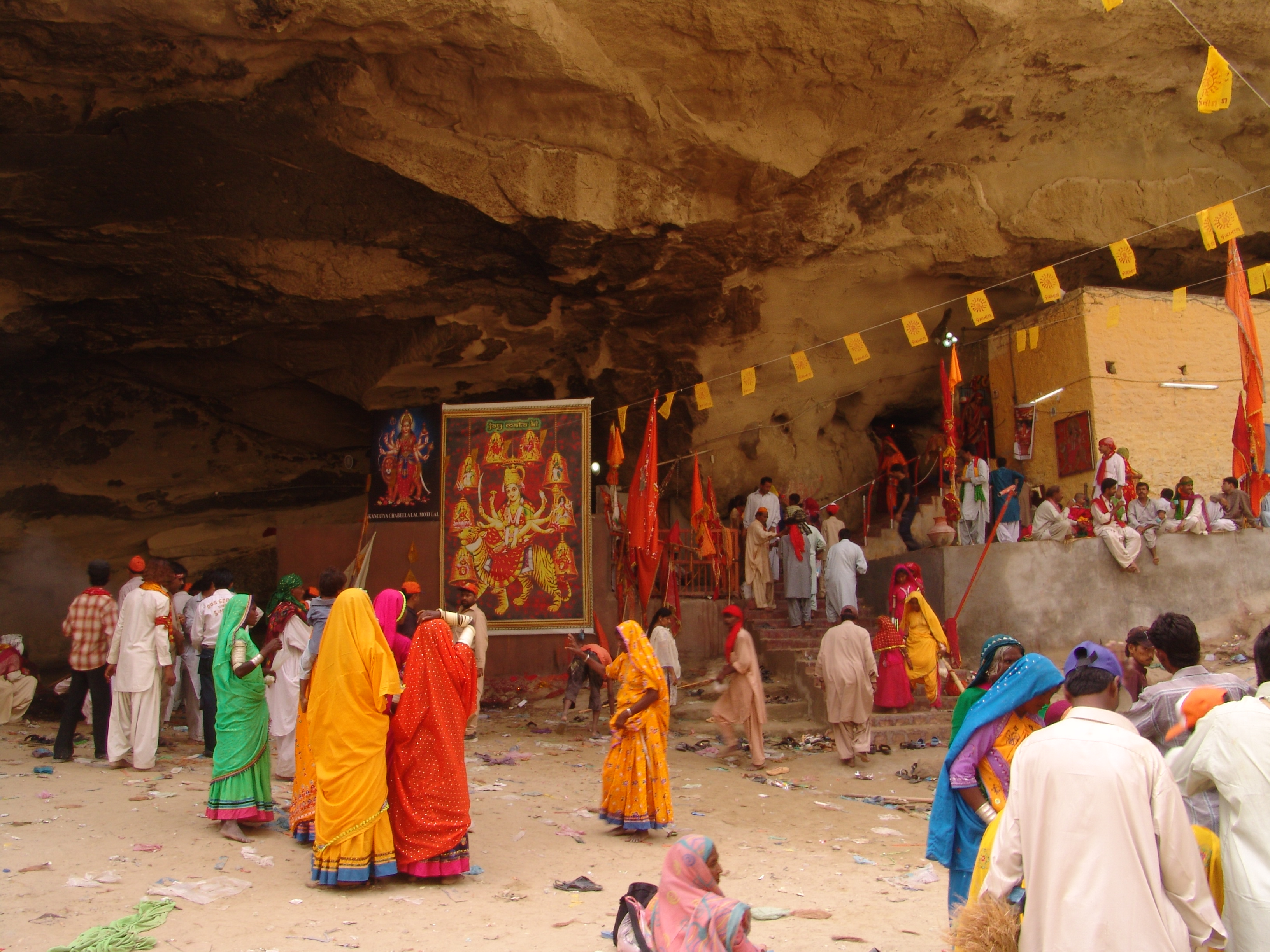
Festival hindou organisé dans le district de Lasbela, province du Baloutchistan.

Alors que les hindous représentaient près de 14 % de la population de l'actuel Pakistan en 1941, ils sont seulement 1,3 % selon le premier recensement mené par les autorités pakistanaises en 1951. Le déclin a donc été brutal, et surtout imputable aux déplacements massifs de population de la partition des Indes. Leur part dans la population pakistanaise s'affiche en légère hausse selon les études successives du gouvernement pakistanais. Entre 1998 et 2017, l'hindouisme est la religion progressant le plus vite, étant donné que les hindous pakistanais sont essentiellement pauvres et ruraux, et présentent donc un taux de fécondité supérieur à la moyenne nationale.
Les hindous sont victimes au Pakistan de nombreuses violences et discrimination, en plus de l'inaction des autorités qui les considéreraient comme des « citoyens de seconde catégorie ». Ils ont notamment beaucoup de difficulté à pratiquer leur religion librement. Plusieurs centaines d'hindous continueraient ainsi à fuir le pays pour l'Inde chaque année.

## Démographie

Part d'hindous par district, en 2017.

En 1951, au lendemain de la partition des Indes, le Pakistan ne compte que 1,3 % d'hindous au sein de sa population selon le premier recensement du pays. Ce chiffre exclu le Bengale oriental, qui compte alors 22 % d'hindous, avant de devenir le Bangladesh en 1971. Selon les études suivantes menées par les autorités, la part d'hindous dans la population augmente très légèrement : 1,4 % en 1961, 1,5 % en 1981, 1,6 % en 1998, 2,1 % en 2017 et enfin 2,2 % en 2023. 
Plus de 90 % des hindous vivent dans le Sind, soit 8,8 % de la population provinciale, notamment dans la division de Mirpur Khas, frontalière avec l'Inde, où ils représentent 46 % de la population. Ils sont même majoritaires dans l'un des districts de la division, avec 55 % d'hindous à Umerkot.
Avec 2,11 millions de croyants en 1998, l'hindouisme est de peu la deuxième plus importante religion du pays devant le christianisme qui compte 2,09 millions de fidèles selon les autorités,. Selon le recensement de 2023, les hindous sont 5,2 millions et représentent la communauté religieuse progressant le plus vite, dépassant largement les chrétiens,.
| Province/territoire            | Population hindoue | % de la pop. locale | % de la pop. hindoue |
| ------------------------------ | ------------------ | ------------------- | -------------------- |
| Sind                           | 4 901 407          | 8,81 %              | 93,91 %              |
| Pendjab                        | 249 716            | 0,20 %              | 4,78 %               |
| Baloutchistan                  | 59 107             | 0,41 %              | 1,15 %               |
| Khyber Pakhtunkhwa             | 6 102              | 0,02 %              | 0,11 %               |
| Territoire fédéral d'Islamabad | 884                | 0,04 %              | 0,02 %               |
| Pakistan                       | 5 219 216          | 2,17 %              | 100 %                |

## Politique

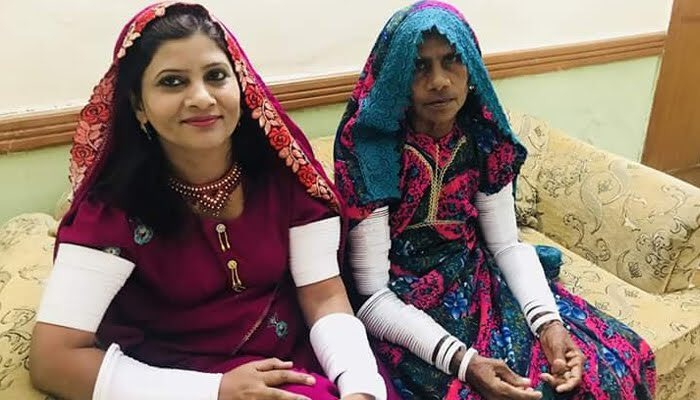
La sénatrice hindoue Krishna Kohli et sa mère.

La communauté hindoue du Pakistan est représentée par un système de sièges réservés aux minorités religieuses dans les assemblées législatives. Ainsi, sur les dix sièges réservés aux minorités sur un total de 342 députés à l'Assemblée nationale, entre quatre et cinq sièges vont à des hindous. Ceux-ci sont désignés au sein des partis politiques arrivés en tête lors des élections directes. Un hindou peut aussi être élu directement par le peuple, mais dans la pratique, cela n'est arrivé pour la première dans l'histoire du Pakistan que lors des élections législatives de 2013 pour un siège provincial et lors des élections de 2018 pour un siège national. À cette occasion, un député national hindou a été élu ainsi que deux députés à l'Assemblée provinciale du Sind, tous membres du Parti du peuple pakistanais et originaires des districts de Tharparkar et Umerkot. 
En mars 2018, Krishna Kohli est la première femme hindoue issue d'une caste intouchable à être élue sénatrice sur un siège réservé, toujours membre du Parti du peuple pakistanais.